# Список видів роду зозульки
Список видів роду Зозульки:
Список, який містить 115 визнаних видів роду Зозульки (Dactylorhiza), складений на основі даних сайту «The Plant List».
Українські назви видів, які містять посилання на авторитетні джерела, є прийнятими українськими назвами.
В кінці списку наведені невизнані види роду Dactylorhiza, що зустрічаються в україномовних авторитетних джерелах.

## Визнані види

### A
| № п/п | Біноміальна назва                                    | Синонім, що зустрічається в українських джерелах | Українська назва | Зображення |
| 1     | Dactylorhiza × abantiana H.Baumann & Künkele         |                                                  |                  |            |
| 2     | Dactylorhiza × aldenii H.Baumann                     |                                                  |                  |            |
| 3     | Dactylorhiza alpestris (Pugsley) Aver.               |                                                  |                  |            |
| 4     | Dactylorhiza × altobracensis (Coste & Soulié) Soó    |                                                  |                  |            |
| 5     | Dactylorhiza aristata (Fisch. ex Lindl.) Soó         |                                                  |                  |            |
| 6     | Dactylorhiza × aschersoniana (Hausskn.) Borsos & Soó |                                                  |                  |            |
| 7     | Dactylorhiza atlantica Kreutz & Vlaciha              |                                                  |                  |            |

### B
| № п/п | Біноміальна назва                              | Синонім, що зустрічається в українських джерелах | Українська назва | Зображення |
| 8     | Dactylorhiza × baicalica Aver.                 |                                                  |                  |            |
| 9     | Dactylorhiza × balabaniana H.Baumann           |                                                  |                  |            |
| 10    | Dactylorhiza baldshuanica Chernyak.            |                                                  |                  |            |
| 11    | Dactylorhiza baltica (Klinge) Nevski           |                                                  |                  |            |
| 12    | Dactylorhiza baumanniana J.Hölzinger & Künkele |                                                  |                  |            |
| 13    | Dactylorhiza × bayburtiana H.Baumann           |                                                  |                  |            |
| 14    | Dactylorhiza × beckeriana (Höppner) Soó        |                                                  |                  |            |
| 15    | Dactylorhiza × boluiana H.Baumann              |                                                  |                  |            |
| 16    | Dactylorhiza × braunii (Halácsy) Borsos & Soó  |                                                  |                  |            |
| 17    | Dactylorhiza × breviceras Renz & Taubenheim    |                                                  |                  |            |

### C
| № п/п | Біноміальна назва                                     | Синонім, що зустрічається в українських джерелах | Українська назва                                                          | Зображення |
| 18    | Dactylorhiza × carnea Soó                             |                                                  |                                                                           |            |
| 19    | Dactylorhiza × claudiopolitana (Simonk.) Borsos & Soó |                                                  |                                                                           |            |
| 20    | Dactylorhiza cordigera (Fr.) Soó                      |                                                  | зозульки серценосні, зозулинець серценосний, пальчатокорінник серценосний |            |
| 21    | Dactylorhiza × csatoi (Soó) Soó                       |                                                  |                                                                           |            |
| 22    | Dactylorhiza czerniakowskae Aver.                     |                                                  |                                                                           |            |

### D
| № п/п | Біноміальна назва                                        | Синонім, що зустрічається в українських джерелах | Українська назва | Зображення |
| 23    | Dactylorhiza × daunia W.Rossi & al.                      |                                                  |                  |            |
| 24    | Dactylorhiza × delamainii (G.Keller ex T.Stephenson) Soó |                                                  |                  |            |
| 25    | Dactylorhiza × dinglensis (Wilmott) Soó                  |                                                  |                  |            |
| 26    | Dactylorhiza × dubreuilhii (G.Keller & Jeanj.) Soó       |                                                  |                  |            |
| 27    | Dactylorhiza × dufftiana (M.Schulze) Soó                 |                                                  |                  |            |
| 28    | Dactylorhiza × dufftii (Hausskn.) Peitz                  |                                                  |                  |            |
| 29    | Dactylorhiza durandii (Boiss. & Reut.) M.Laínz           |                                                  |                  |            |

### E
| № п/п | Біноміальна назва                    | Синонім, що зустрічається в українських джерелах | Українська назва | Зображення |
| 30    | Dactylorhiza elata (Poir.) Soó       |                                                  |                  |            |
| 31    | Dactylorhiza euxina (Nevski) Czerep. |                                                  |                  |            |

### F
| № п/п | Біноміальна назва                               | Синонім, що зустрічається в українських джерелах | Українська назва                       | Зображення |
| 32    | Dactylorhiza × flixensis (Gsell) Soó            |                                                  |                                        |            |
| 33    | Dactylorhiza foliosa (Rchb.f.) Soó              |                                                  |                                        |            |
| 34    | Dactylorhiza × formosa Soó                      |                                                  |                                        |            |
| 35    | Dactylorhiza × fourkensis B.Willing & E.Willing |                                                  |                                        |            |
| 36    | Dactylorhiza fuchsii (Druce) Soó                |                                                  | зозульки Фукса, пальчатокорінник Фукса |            |

### G
| № п/п | Біноміальна назва                                 | Синонім, що зустрічається в українських джерелах | Українська назва | Зображення |
| 37    | Dactylorhiza × gabretana (A.Fuchs) Soó            |                                                  |                  |            |
| 38    | Dactylorhiza × genevensis (Klinge ex Schulze) Soó |                                                  |                  |            |
| 39    | Dactylorhiza × godferyana (Soó) Peitz             |                                                  |                  |            |
| 40    | Dactylorhiza graggeriana (Soó) Soó                |                                                  |                  |            |
| 41    | Dactylorhiza × grandis (Druce) P.F.Hunt           |                                                  |                  |            |
| 42    | Dactylorhiza × guillaumeae C.Bernard              |                                                  |                  |            |
| 43    | Dactylorhiza × gustavssonii H.Baumann             |                                                  |                  |            |

### H
| № п/п | Біноміальна назва                             | Синонім, що зустрічається в українських джерелах | Українська назва | Зображення |
| 44    | Dactylorhiza × hallii (Druce) Soó             |                                                  |                  |            |
| 45    | Dactylorhiza hatagirea (D.Don) Soó            |                                                  |                  |            |
| 46    | Dactylorhiza × hochreutinerana (K.Hellm.) Soó |                                                  |                  |            |

### I
| № п/п | Біноміальна назва                                           | Синонім, що зустрічається в українських джерелах | Українська назва                                                                                 | Зображення |
| 47    | Dactylorhiza iberica (M.Bieb. ex Willd.) Soó                |                                                  | зозульки грузинські, зозулинець іберійський, пальчатокорінник іберійський                        |            |
| 48    | Dactylorhiza incarnata (L.) Soó                             |                                                  | зозульки м'ясо-червонізозульки м'ясочервоні, зозулинець багряний, пальчатокорінник м'ясочервоний |            |
| 49    | Dactylorhiza × influenza (Sennholz) Soó                     |                                                  |                                                                                                  |            |
| 50    | Dactylorhiza × insignis (T.Stephenson & T.A.Stephenson) Soó |                                                  |                                                                                                  |            |
| 51    | Dactylorhiza insularis (Sommier) Ó.Sánchez & Herrero        |                                                  |                                                                                                  |            |
| 52    | Dactylorhiza irenica F.M.Vázquez                            |                                                  |                                                                                                  |            |
| 53    | Dactylorhiza isculana Seiser                                |                                                  |                                                                                                  |            |

### J
| № п/п | Біноміальна назва                     | Синонім, що зустрічається в українських джерелах | Українська назва | Зображення |
| 54    | Dactylorhiza × jenensis (Brand) Soó   |                                                  |                  |            |
| 55    | Dactylorhiza × jestrebiensis Businský |                                                  |                  |            |
| 56    | Dactylorhiza × juennensis Perko       |                                                  |                  |            |

### K
| № п/п | Біноміальна назва                                   | Синонім, що зустрічається в українських джерелах | Українська назва | Зображення |
| 57    | Dactylorhiza kafiriana Renz                         |                                                  |                  |            |
| 58    | Dactylorhiza kalopissii E.Nelson                    |                                                  |                  |            |
| 59    | Dactylorhiza × katarana H.Baumann                   |                                                  |                  |            |
| 60    | Dactylorhiza × kelleriana P.F.Hunt                  |                                                  |                  |            |
| 61    | Dactylorhiza × kerasovinensis B.Willing & E.Willing |                                                  |                  |            |
| 62    | Dactylorhiza × kerneriorum (Soó) Soó                |                                                  |                  |            |
| 63    | Dactylorhiza × kopdagiana H.Baumann                 |                                                  |                  |            |
| 64    | Dactylorhiza × koutsourana B.Willing & E.Willing    |                                                  |                  |            |
| 65    | Dactylorhiza kulikalonica Chernyak.                 |                                                  |                  |            |
| 66    | Dactylorhiza × kuuskiae E.Breiner & R.Breiner       |                                                  |                  |            |

### L
| № п/п | Біноміальна назва                             | Синонім, що зустрічається в українських джерелах | Українська назва | Зображення |
| 67    | Dactylorhiza lapponica (Laest. ex Hartm.) Soó |                                                  |                  |            |
| 68    | Dactylorhiza × latirella (P.M.Hall) Soó       |                                                  |                  |            |
| 69    | Dactylorhiza × lehmannii (Klinge) Soó         |                                                  |                  |            |

### M
| № п/п | Біноміальна назва                                  | Синонім, що зустрічається в українських джерелах | Українська назва                                                       | Зображення |
| 70    | Dactylorhiza maculata (L.) Soó                     | Dactylorhiza transsilvanica (Schur) Aver. — зозульки трансильванські, пальчатокорінник трансильванський = Dactylorhiza maculata subsp. transsilvanica (Schur) Soó | зозульки плямисті, зозулинець плямистий, пальчатокорінник плямистий    |            |
| 71    | Dactylorhiza magna (Czerniak.) Ikonn.              | |                                                                        |            |
| 72    | Dactylorhiza majalis (Rchb.) P.F.Hunt & Summerh.   | | зозульки травневі, зозулинець широколистий, пальчатокорінник травневий |            |
| 73    | Dactylorhiza × megapolitana (Bisse) Soó            | |                                                                        |            |
| 74    | Dactylorhiza × metsowonensis B.Baumann & H.Baumann | |                                                                        |            |

### N
| № п/п | Біноміальна назва                               | Синонім, що зустрічається в українських джерелах | Українська назва | Зображення |
| 75    | Dactylorhiza × nevskii H.Baumann & Künkele      |                                                  |                  |            |
| 76    | Dactylorhiza nieschalkiorum H.Baumann & Künkele |                                                  |                  |            |

### O
| № п/п | Біноміальна назва                                  | Синонім, що зустрічається в українських джерелах | Українська назва | Зображення |
| 77    | Dactylorhiza × ornonensis (G.Keller & Jeanj.) Soó  |                                                  |                  |            |
| 78    | Dactylorhiza osmanica (Klinge) P.F.Hunt & Summerh. |                                                  |                  |            |

### P
| № п/п | Біноміальна назва                                           | Синонім, що зустрічається в українських джерелах | Українська назва | Зображення |
| 79    | Dactylorhiza × paridaeniana Kreutz                          |                                                  |                  |            |
| 80    | Dactylorhiza × perez-chiscanoi F.M.Vázquez                  |                                                  |                  |            |
| 81    | Dactylorhiza × pontica (Kohlmüller) P.Delforge              |                                                  |                  |            |
| 82    | Dactylorhiza praetermissa (Druce) Soó                       |                                                  |                  |            |
| 83    | Dactylorhiza × prochazkana Businský                         |                                                  |                  |            |
| 84    | Dactylorhiza purpurella (T.Stephenson & T.A.Stephenson) Soó |                                                  |                  |            |

### R
| № п/п | Біноміальна назва                                 | Синонім, що зустрічається в українських джерелах | Українська назва                                                 | Зображення |
| 85    | Dactylorhiza × renzii H.Baumann & Künkele         | |                                                                  |            |
| 86    | Dactylorhiza × rhenana (Höppner) Soó              | |                                                                  |            |
| 87    | Dactylorhiza × rizeana Renz & Taubenheim          | |                                                                  |            |
| 88    | Dactylorhiza romana (Sebast.) Soó                 | Dactylorhiza sulphurea subsp. pseudosambucina (Ten.) Franco — зозульки сірчано-жовті несправжньобузинові Dactylorhiza sulphurea (Link) Franco — зозульки сірчано-жовті = Dactylorhiza romana subsp. guimaraesii (E.G.Camus) H.A.Pedersen | зозульки римські, зозулинець римський, пальчатокорінник римський |            |
| 89    | Dactylorhiza × rombucina (Cif. & Giacom.) Soó     | |                                                                  |            |
| 90    | Dactylorhiza × ruppertii (M.Schulze) Borsos & Soó | |                                                                  |            |
| 91    | Dactylorhiza russowii (Klinge) Holub              | |                                                                  |            |

### S
| № п/п | Біноміальна назва                                                 | Синонім, що зустрічається в українських джерелах | Українська назва                                                    | Зображення |
| 92    | Dactylorhiza saccifera (Brongn.) Soó                              |                                                  |                                                                     |            |
| 93    | Dactylorhiza × salictina B.Willing & E.Willing                    |                                                  |                                                                     |            |
| 94    | Dactylorhiza salina (Turcz. ex Lindl.) Soó                        |                                                  |                                                                     |            |
| 95    | Dactylorhiza sambucina (L.) Soó                                   |                                                  | зозульки бузинові, зозулинець бузиновий, пальчатокорінник бузиновий |            |
| 96    | Dactylorhiza × serbica (H.Fleischm.) Soó                          |                                                  |                                                                     |            |
| 97    | Dactylorhiza × sivasiana E.Baumann & Künkele ex Renz & Taubenheim |                                                  |                                                                     |            |
| 98    | Dactylorhiza × sooi (Ruppert ex Soó) Soó                          |                                                  |                                                                     |            |
| 99    | Dactylorhiza × souflikensis B.Willing & E.Willing                 |                                                  |                                                                     |            |
| 100   | Dactylorhiza × stagni-novi D.Tyteca & Gathoye                     |                                                  |                                                                     |            |
| 101   | Dactylorhiza × steegeri (Höppner) Soó                             |                                                  |                                                                     |            |
| 102   | Dactylorhiza sudetica (Poech ex Rchb.f.) Aver.                    |                                                  |                                                                     |            |
| 103   | Dactylorhiza × szaboiana (Soó) Soó                                |                                                  |                                                                     |            |

### T
| № п/п | Біноміальна назва                               | Синонім, що зустрічається в українських джерелах | Українська назва                                                                 | Зображення |
| 104   | Dactylorhiza × transiens (Druce) Soó            |                                                  |                                                                                  |            |
| 105   | Dactylorhiza traunsteineri (Saut. ex Rchb.) Soó |                                                  | зозульки Траунштайнера, зозулинець Траунштейнера, пальчатокорінник Траунштейнера |            |

### U
| № п/п | Біноміальна назва                                    | Синонім, що зустрічається в українських джерелах | Українська назва | Зображення |
| 106   | Dactylorhiza umbrosa (Kar. & Kir.) Nevski            |                                                  |                  |            |
| 107   | Dactylorhiza urvilleana (Steud.) H.Baumann & Künkele |                                                  |                  |            |

### V
| № п/п | Біноміальна назва                                           | Синонім, що зустрічається в українських джерелах | Українська назва | Зображення |
| 108   | Dactylorhiza × vallis-peenae Kümpel                         |                                                  |                  |            |
| 109   | Dactylorhiza × venusta (T.Stephenson & T.A.Stephenson) Soó  |                                                  |                  |            |
| 110   | Dactylorhiza viridis (L.) R.M.Bateman, Pridgeon & M.W.Chase |                                                  | язичок зелений   |            |
| 111   | Dactylorhiza × vitosana H.Baumann                           |                                                  |                  |            |
| 112   | Dactylorhiza × vogtiana H.Baumann                           |                                                  |                  |            |
| 113   | Dactylorhiza × vorasica B.Willing & E.Willing               |                                                  |                  |            |

### W
| № п/п | Біноміальна назва                        | Синонім, що зустрічається в українських джерелах | Українська назва | Зображення |
| 114   | Dactylorhiza × weissenbachiana Perko     |                                                  |                  |            |
| 115   | Dactylorhiza × wiefelspuetziana D.Tyteca |                                                  |                  |            |